# Bodianus paraleucosticticus
Bodianus paraleucosticticus là một loài cá biển thuộc chi Bodianus trong họ Cá bàng chài. Loài này được mô tả lần đầu tiên vào năm 2006.

## Từ nguyên
Tiền tố para trong từ định danh của loài trong tiếng Hy Lạp cổ đại mang nghĩa là "gần, bên cạnh", hàm ý rằng loài cá này có nhiều điểm tương đồng với Bodianus leucosticticus.

## Phạm vi phân bố và môi trường sống
B. paraleucosticticus đã được quan sát và thu thập tại đảo Rarotonga (quần đảo Cook) và vịnh Milne (phía đông nam Papua New Guinea); ngoài ra, loài này cũng được biết đến tại Nouvelle-Calédonie (qua ảnh chụp) và rạn san hô Holmes (biển San Hô).
B. paraleucosticticus được quan sát và thu thập ở độ sâu khoảng từ 50 đến 115 m.

## Mô tả
B. paraleucosticticus có chiều dài cơ thể tối đa được ghi nhận là gần 10 cm. Cá trưởng thành có màu hồng với 4 dải sọc ngang màu đỏ da cam, nhạt dần thành màu vàng ở phía sau; sọc thứ 5 nằm trên bụng có màu vàng hoàn toàn. Có một đốm đen lớn ở gốc vây ngực và một đốm đen khác trên các gai trước của vây lưng. Các vây gần như trong suốt, phớt vàng.
Sọc thứ 5 ở B. paraleucosticticus có màu vàng thay vì đỏ như B. leucosticticus, và vây bụng của B. leucosticticus ngắn hơn so với B. paraleucosticticus.
Số gai ở vây lưng: 12; Số tia vây ở vây lưng: 10; Số gai ở vây hậu môn: 3; Số tia vây ở vây hậu môn: 12; Số tia vây ở vây ngực: 14.

### Trích dẫn
- Martin F. Gomon (2006). "A revision of the labrid fish genus Bodianus with descriptions of eight new species" (PDF). Records of the Australian Museum, Supplement. Quyển 30. tr. 1–133. ISSN 0812-7387.